# Cnemidophorus cryptus
Cnemidophorus cryptus är en ödleart som beskrevs av  Cole och DESSAUER 1993. Cnemidophorus cryptus ingår i släktet Cnemidophorus och familjen tejuödlor. Inga underarter finns listade i Catalogue of Life.